# Lemas del franquismo

Escudo de España durante el franquismo, que incorpora la cartela con el lema «Una Grande Libre», junto con otros motivos heráldicos que añaden a los del escudo tradicional de España (armas de Castilla, León, Aragón, Navarra y Granada, y las columnas de Hércules con la cartela Plus Ultra) otros tomados del escudo de los Reyes Católicos: el águila de San Juan y el yugo y las flechas que también tomó la Falange (los reyes los habían adoptado por coincidir con las iniciales de Ysabel y Fernando). Véase Simbología del franquismo.

Los lemas del franquismo son los lemas con los que se resumía la ideología de la dictadura franquista, que, aunque tuvo distintos componentes (tradicionalismo, nacionalcatolicismo, militarismo o nacionalsindicalismo), utilizaba especialmente en sus movilizaciones populares la ideología falangista, muy adecuada para su plasmación en lemas, ya que mostraba una cierta aversión a los programas políticos y se planteaba como más partidaria del irracionalismo, la acción y la simplificación.
Aunque tuvieron su origen en la actividad de distintos partidos e intelectuales nacionalistas de derecha durante la Segunda República Española, la utilización de estos lemas se generalizó y demostró su mayor eficacia como elemento propagandístico, movilizador y conformador de la mentalidad del bando sublevado durante la guerra civil española (1936-1939), y fueron constantemente usados como gritos patrióticos durante el franquismo (1939-1975).
Además de la victoria militar, fue un decisivo éxito propagandístico del bando «sublevado» o «franquista» la identificación con el término «nacional» y con el mismo concepto de España, prolongado durante su larga permanencia en el poder en ausencia de todo cuestionamiento público, más allá de la oposición clandestina.
En el interior del régimen tampoco había una ciega adhesión a semejantes simplificaciones, como probó el libro España como problema, del intelectual falangista Pedro Laín Entralgo, contestado desde la más rígida ortodoxia por Rafael Calvo Serer, con su España sin problema (ambos en el año 1949; véase Ser de España), pero esta última era la única postura posible si lo que se quería era mantener algún grado de participación en el poder: «adhesión inquebrantable», como dejaba claro Luis Carrero Blanco, refiriéndose al propio Franco y todo lo que este encarnaba:

[...] mi lealtad a su persona y a su obra es totalmente clara y limpia, sin sombra de ningún íntimo condicionamiento ni mácula de reserva mental alguna [...]

Como reacción, desde la Transición, no solo se abandonaron los lemas y símbolos franquistas, sino que también decayó el uso de los símbolos nacionales españoles, e incluso la misma referencia a «España» fue sustituida muy frecuentemente por eufemismos (como «este país», expresión ya existente en tiempos de Larra), mientras los de los nacionalismos periféricos proliferaban.

## ¡Una, grande y libre!
«¡Una, grande y libre!» consiste en una simplificación nacionalista del concepto de España, que la define como:
- «Indivisible», negando la posibilidad de cualquier separatismo o incluso descentralización territorial;
- «Imperial», por el imperio perdido en América y el que se quería construir en África.
- «No sometida a influencias extranjeras», en referencia a la conspiración judeo-masónico-marxista internacional, concretada en la Unión Soviética, en la Comunidad Europea (las democracias europeas), en los Estados Unidos (hasta los acuerdos de 1953) o el enemigo exterior que tocara en cada momento, así como en la larga lista de elementos del interior que se calificaran de antiespañoles, rojos, separatistas, liberales (véase represión política en España).

### Interpretación. La tríada

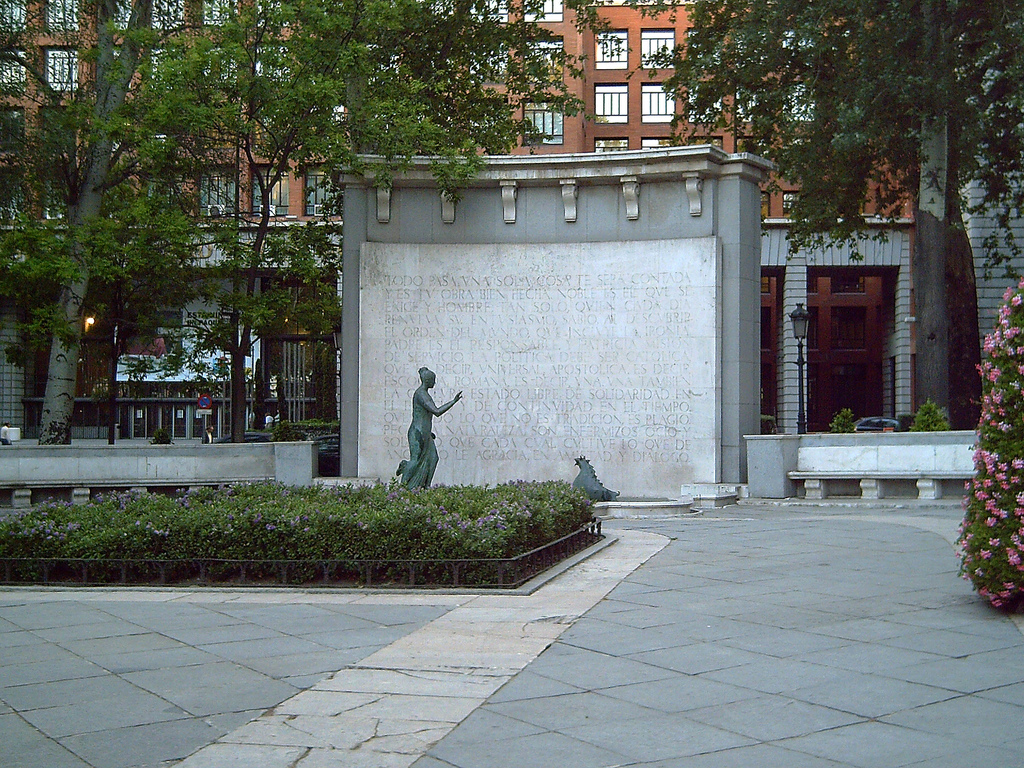
Monumento a Eugenio D'Ors en Madrid, que contiene inscripciones con fragmentos de su obra, muchas de ellas referentes a lemas del franquismo.

No es casual la elección del número tres, de claro simbolismo teológico (la Santísima Trinidad: Padre, Hijo y Espíritu Santo), que implícitamente compara a España con las notas definitorias de la Iglesia, que es «Católica, Apostólica y Romana» (romana, es decir, una, apostólica, es decir escogida —jerárquica— y católica, es decir universal).
Estas comparaciones han de entenderse en el contexto del nacionalcatolicismo, componente esencial de la ideología franquista aunque no de la falangista (a veces incluso su rival), aunque esta sí lo utilizaba como recurso retórico.
La expresión de un concepto que se pretende sublimar en un «lema trinitario» es muy habitual en la Historia, y se ha relacionado en alguna ocasión con los pueblos indoeuropeos, que organizaban en tríadas sus dioses y divisiones sociales, de un modo similar a la división en estamentos de la sociedad medieval y del Antiguo Régimen.
Lemas trinitarios son también el de la Revolución francesa «Liberté, égalité, fraternité» y algunos otros, como el de la República Dominicana («Dios, Patria y Libertad»), y en el ámbito ideológico de la derecha española, el del carlismo («Dios, patria, rey»).
Superando la categoría de lemas, como forma triádica de organización de categorías pueden citarse las también falangistas «unidades naturales de la vida política» («Familia, Municipio y Sindicato»). En un mundo intelectual opuesto, el sistema hegeliano (tesis-antítesis-síntesis) o tríada dialéctica.
En ocasiones se ha identificado esas estructuras triádicas con un determinado modo —«occidental» o «patriarcal»[cita requerida]— de entender el mundo, que contrastaría con otro tipo de estructura mental —bien sea «matriarcal», bien «oriental» (yin y yang).

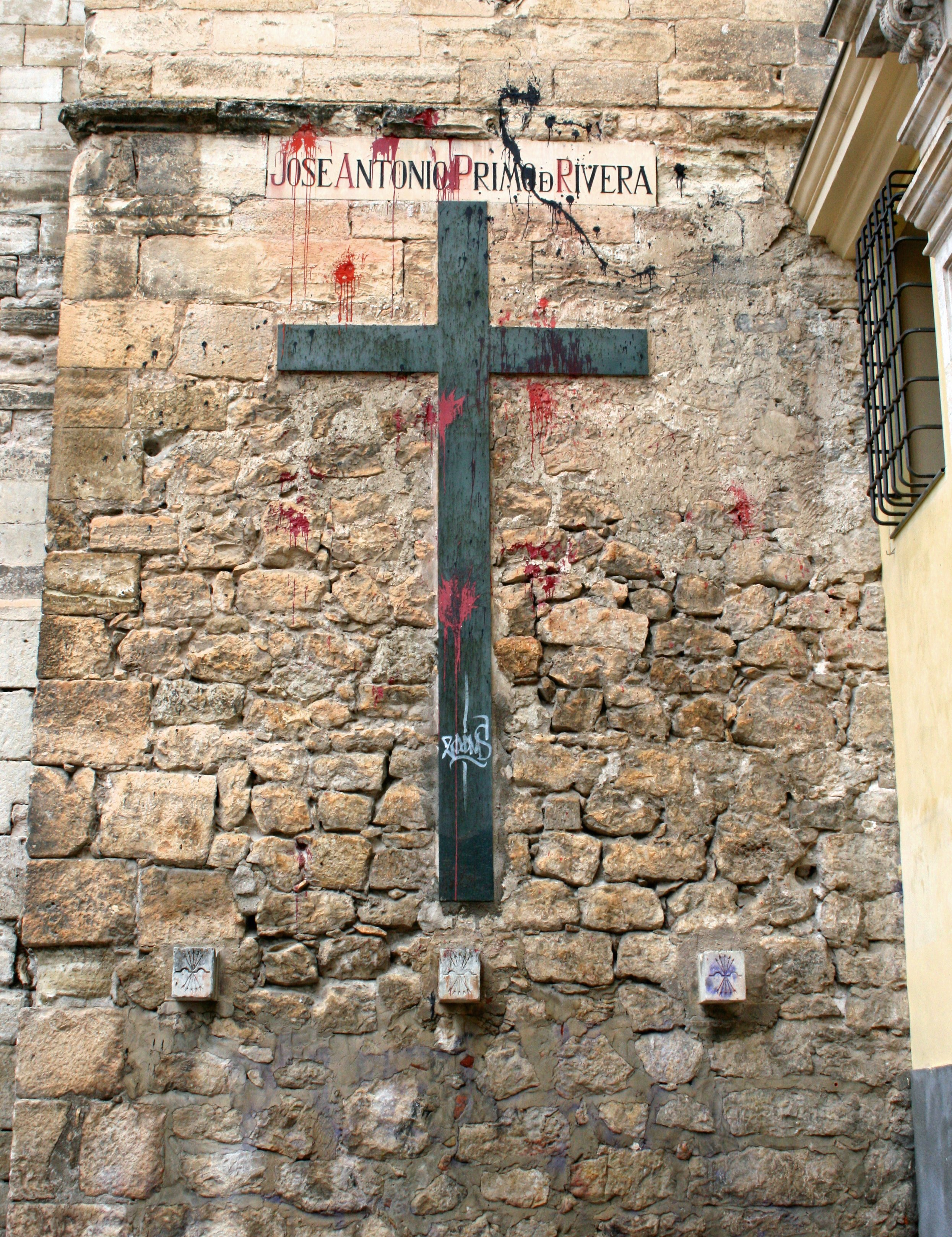
Muro exterior de la Catedral de Cuenca, con una placa en homenaje a los «Caídos por Dios y por España».

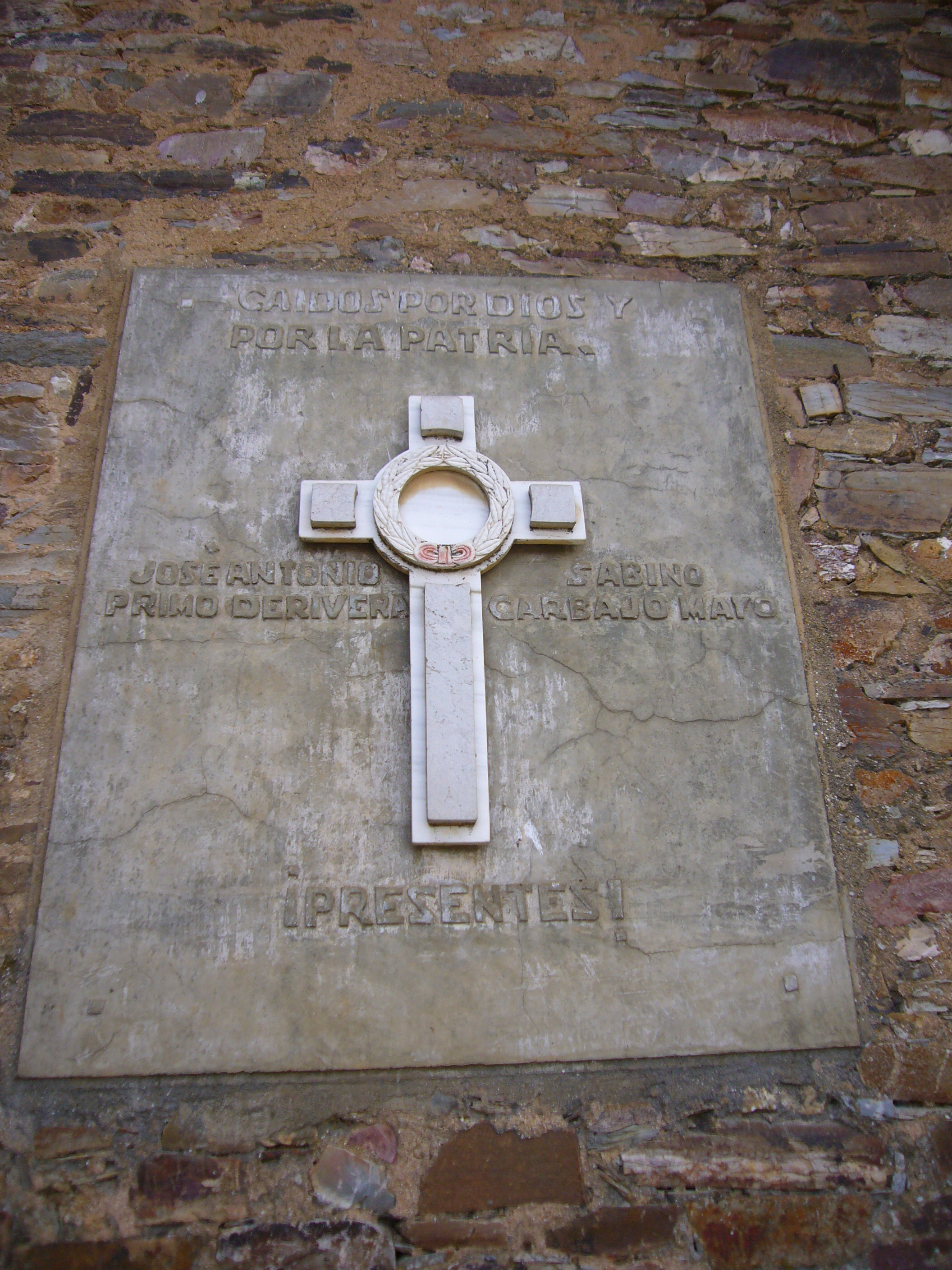
Muro exterior de la iglesia de Ferreruela en Zamora, que posee una placa en homenaje a los «Caídos por Dios y por la Patria».

### Utilización
Normalmente el grito se utilizaba como respuesta coral de la multitud al final de un discurso, en un juego efectista y rutinario que cerraba el acto y permitiría la ulterior dispersión de la audiencia, hasta el punto de que la entonación de los gritos era conocida como «los gritos de ritual» —sin más— en las reseñas de prensa de la época y en los documentos oficiales. Lo que puede compararse al diálogo de un predicador carismático con la congregación que le responde «¡Amén!». El dirigente terminaba gritando tres veces: «¡España!», y la audiencia le respondía a cada uno de los tres gritos sucesivamente «¡Una!», «¡Grande!», «¡Libre!». Después el dirigente gritaba: «¡Arriba España!», respondiendo la audiencia: «¡Arriba!». Muy frecuentemente se recordaba con otro grito a «¡José Antonio!», respondiéndose «¡Presente!», luego a todos los «¡Caídos por Dios y por España!», respondiéndose también «¡Presente!». También se solía añadir «¡Viva Franco!», a lo que la audiencia respondía «¡Viva!», o bien, si el acto era lo suficientemente exaltado, y estaba presente Franco se repetía «¡Franco, Franco, Franco!», rítmicamente y sin fin.
Es de señalar que José Antonio Primo de Rivera, fundador de Falange Española, era llamado «el Ausente» desde su detención y posterior fusilamiento en 1936, como trágica negación a aceptar su muerte, lo que, más prosaicamente, permitió a Franco no sustituirle por nadie en la jefatura de Falange, cosa que en la práctica le consolidó como único Jefe.
A su vez, la expresión «Caídos por Dios y por España» encabezaba las placas de homenaje colocadas al final de la Guerra Civil, en miles de lugares seleccionados para cumplir funciones de «espacios de la memoria», en la mayor parte de las veces, la iglesia principal de la localidad. Bajo distintos símbolos, habitualmente una cruz y el yugo y las flechas, incluían una lista encabezada en todos los casos por José Antonio Primo de Rivera y continuada por los nombres de los muertos pertenecientes al «bando nacional» de la localidad. Solía terminarse con un marcial «¡Presentes!».

### Origen
El origen del grito «¡Una, grande y libre!» se suele remontar al 18 de julio de 1932 (curiosamente, exactamente cuatro años antes del comienzo de la guerra civil española), cuando un artículo que proponía ese lema se publicó en el número 58 de la revista Libertad, de Onésimo Redondo (creador de las Juntas de Ofensiva Nacional-Sindicalista, luego integradas en Falange, junto con Ramiro Ledesma, que había editado otra revista de orientación fascista: La Conquista del Estado, y al que según otras fuentes se atribuye la autoría del lema; bien él mismo, bien su más cercano colaborador, Juan Aparicio).
Terminaba con esta frase:

Por España libre, grande, única, respondamos con el arma en la mano a la provocación de los que preconizan el crimen. Formemos los cuadros de la juventud patriótica y belicosa. ¡Amemos la guerra y adelante!

En realidad, en el número 49 de la misma revista (16 de mayo de 1932) ya se explicitaba el grito:

¡Viva España Única!
¡Viva España Grande!
¡Viva España Libre!

Según algunas fuentes, el grito «España una» había sido ya usado por Onésimo Redondo el 11 de abril de 1932 en las calles de Valladolid para provocar un enfrentamiento con la policía, que terminó a puño y pistola con otro grupo rival:

¡España una! ¡España una!  El resultado en definitiva fue que por la Casa de Socorro pasaron unos veinte heridos marxistas y dos de las JONS

 En el mismo año 1932, Onésimo Redondo participó en el golpe de Estado frustrado del General Sanjurjo (10 de agosto de 1932) y se exilió en Portugal, desde donde siguió colaborando en otra revista de la misma orientación, continuación de Libertad, que se llamó Igualdad.

### Una patria, un estado, un caudillo
Aunque el lema ¡Una, Grande y Libre! fue el que más se extendió durante la dictadura, otra tríada, Una Patria, Un Estado, Un Caudillo fue utilizado con profusión entre 1936 y principios de 1940. Su difusor fue Millán Astray, fundador de la Legión y hombre de la absoluta confianza de Franco, a quien reverenciaba, que en los primeros meses de la guerra recorrió las zonas controladas por las tropas sublevadas, singularmente las provincias castellanas y Navarra, sirviendo a la causa personal de Franco y promocionándolo entre la tropa y la oficialidad como líder indiscutible (en aquel momento Franco era un miembro más de la Junta de Defensa Nacional). A su grito de ¡Viva la muerte!, unió el de Una patria, un estado, un caudillo, adaptación del lema de la Alemania nazi, Ein Volk, ein Reich, ein Führer (un pueblo, un imperio, un líder). Cuando la Junta de Defensa pasó a convertirse en la Junta Técnica del Estado y se nombró a Franco Jefe del nuevo Estado, la publicación del lema se hizo obligatoria como encabezamiento en todos los diarios de la zona sublevada y en las tarjetas postales de campaña.

### La oposición a los lemas
Como recuerda Antón Reixa en un artículo de opinión durante la dictadura, la ironía popular respondía con una réplica satírica: «España es una (porque si hubiese otra, estaríamos todos en la otra)».
De modo más discreto, cuando se coreaban cada una de las tres partes del grito, había quien hacía una muestra de oposición al franquismo marcando o insistiendo con un mayor volumen en la tercera parte («¡Libre!»). Esta insistencia en el punto referente a la libertad se describe en las escenas de la película Las trece rosas (2007), que transcurren en la Cárcel de Ventas, donde esperan la sentencia de muerte un grupo de chicas jóvenes en 1939. Paradójicamente, una de las razones por las que habían sido detenidas era por distribuir propaganda con un lema opositor Menos Franco y más pan blanco, que puede entenderse como respuesta tanto a los gritos de «Franco, Franco» como a una frase de este que se usaba como propaganda franquista: «Ni un hogar sin lumbre ni un español sin pan», que incluso se imprimió en las bolsas con pan con que en algunas ocasiones se «bombardeó» la retaguardia republicana durante los últimos episodios de la guerra.
Existe una canción en catalán de Joan Manuel Serrat (Temps era temps) que, hablando de la postguerra, se refiere a ella como «tiempo del ¡Una, Grande y Libre!»

## ¡Arriba España!

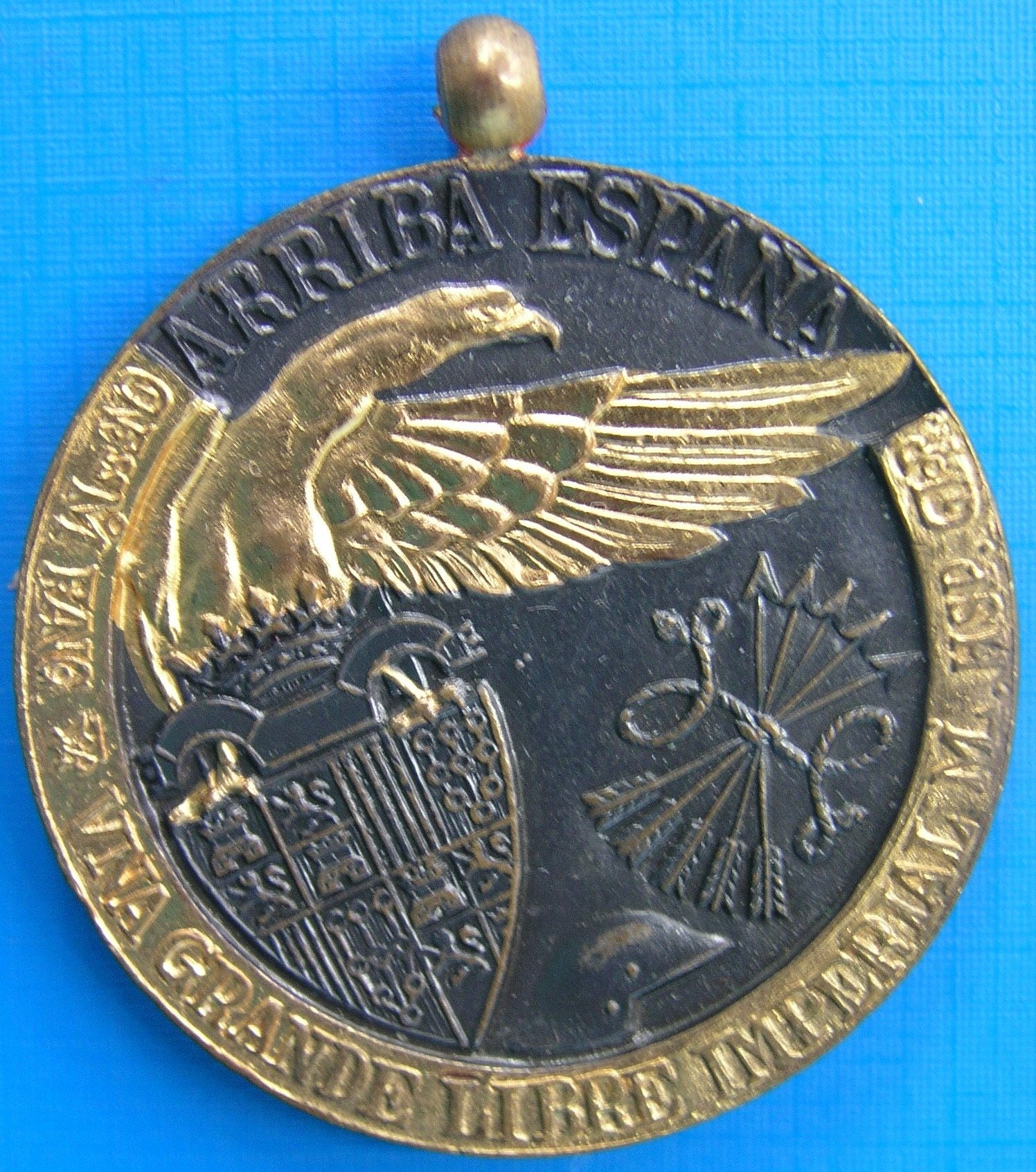
Medalla conmemorativa de la victoria en la Guerra Civil.

El grito de «¡Arriba España!», se convirtió en obligatorio durante la guerra civil en el bando sublevado, debiendo ser también la entrada de las comunicaciones escritas. La fecha debía datarse con el año ordinario al que se añadía la coletilla de I, II o III Año Triunfal (comenzando el 18 de julio: 1936-37, 1937-38 o 1938-39), en extraña coincidencia con otros calendarios revolucionarios.
También se utilizaba en muchas publicaciones.
El año 1939 se convirtió en el Año de la Victoria desde que así se le denominó en el último parte de guerra firmado por Franco (1 de abril). En alguna fuente se señala «¡Saludo a Franco! Viva España. III Año Triunfal», como «encabezamiento necesario en los escritos para pasar la censura militar».
En el ayuntamiento de Villanueva Mesía, se recoge como acuerdo del pleno de 31 de diciembre de 1937 que todas las actas comenzasen con la expresión II Año Triunfal, como ocurriría en todas las localidades cuando entraban las tropas «nacionales» (o «Entra España», que es como se decía en las noticias).

### Significado
La elección del «Arriba» en vez del «Viva» se justificaba diciendo que vivir no es suficiente y que la verticalidad del «arriba» casaba mejor con la disposición activa de un patriota por mejorar España, además de sugerir un punto de vista providencialista. 

La victoria definitiva de España es en estas páginas seguridad y fe. Como también es fe y seguridad la España una, grande y libre, que tras la victoria esperamos para siempre.
Ella será la vuelta de España a sí misma: a su camino y a su Historia. Porque la Historia que acabamos de contar no ha sido más que eso: una lucha constante por los más altos ideales del Espíritu. No servimos para cosas bajas, pequeñas o menudas. No servimos más que para las cosas altas y grandes. Por eso cuando decimos «Arriba España», en esas dos palabras, a un tiempo, resumimos nuestra Historia y ciframos nuestra esperanza. Porque lo que queremos es que España vuelva a "su sitio": al sitio que la Historia le señala. Y el sitio es ese: «Arriba». Es decir, cerca del espíritu, del ideal, de la fe... Cerca, sobre todo, de Dios.
José María Pemán, 1939

### Origen
El origen del grito «¡Arriba España!» suele atribuirse al regeneracionista Macías Picavea y fue adoptado por José Antonio Primo de Rivera como parte de la parafernalia simbólica con que quería rodearse la Falange a imitación del fascismo italiano y el nazismo alemán, junto con el lema citado, el saludo romano brazo en alto, el yugo y las flechas de los Reyes Católicos, el himno Cara al sol, la camisa azul (a imitación de la camisa negra fascista y la camisa parda nazi, al tiempo que coincidía con el mono de trabajo empleado por el obrero industrial) y muchos otros comportamientos distintivos (tuteo, apelativo de camarada, etc.). No obstante, estos últimos denotaban un rasgo más comprometido, por lo que su uso fue decayendo con el paso de los años fuera de los ambientes más declaradamente falangistas, paulatinamente alejados del centro del poder franquista. Esto se fue haciendo más evidente sobre todo después de la derrota del Eje en la Segunda Guerra Mundial (1945). En cambio, los referidos lema y grito («¡Una, grande y libre!» y «¡Arriba España!») eran entendidos como propiamente patrióticos y algo más neutros para poder ser utilizados de forma más común por cualquier franquista.

### Paralelismos
«¡Viva España!» tradicionalmente se había gritado junto a «¡Viva el Rey!», y podía recordar a la monarquía, por ejemplo, en la letra del himno de la Guardia Civil: «Viva España, Viva el Rey, Viva el Orden y la Ley, Viva honrada la Guardia Civil». Dado que eran los gritos más usados por sus enemigos de la guerra civil, no se utilizaban «¡Viva la República!» o «¡Viva la Revolución!». No obstante, en la retórica falangista la revolución era un concepto muy usado (la revolución pendiente) y la república no se discutía en cuanto forma de Estado, sino por el significado político y social que le habían dado los republicanos. De hecho, existió un himno falangista (por razones obvias, poco divulgado en el franquismo) que une ambos conceptos:

Viva, viva, la revolución
viva, viva Falange de las JONS
muera, muera, muera el capital
viva, viva el Estado Sindical
que no queremos reyes idiotas
que no nos dejan gobernar.

En los años previos a la guerra civil, se utilizaba crípticamente la palabra «CAFE», en frases o canciones aparentemente inocentes, ocultando un acrónimo el significado era ‘Camaradas, Arriba Falange Española’.

Dicen que te vas, te vas
y nunca te acabas de marchar de aquí
a ver a esa chica rubia que dicen que tienes en Valladolid
yo te daré
te daré niña hermosa
te daré una cosa
una cosa que yo solo sé: ¡café!
[en otra versión, u otra estrofa:]
Una mañana temprano
monté mi caballo y me fui a pasear.
me fui cruzando la ría de Villagarcía
que es puerto de mar
[Sigue el mismo estribillo.]

### Los periódicos
Existieron dos periódicos que expresaban este lema. El primero de ellos el ¡Arriba! (1935-1979) al periódico diario que se creó en 1935 pero que fue suspendido por el gobierno de la II República, el 5 de marzo de 1936. Tras la ocupación de Madrid por las tropas franquistas, los falangistas se incautaron de las instalaciones del diario El Sol, y reapareció el 29 de marzo de 1939, como diario propiedad de Prensa del Movimiento. En adelante sería el periódico oficial del régimen franquista.
El otro que se puso el nombre de Arriba España (1936-1975), creado en Pamplona por la Falange tras usurpar los talleres del periódico nacionalista vasco La Voz de Navarra. Se publicó por primera vez el 1 de agosto de 1936.
Otro periódico, aún más ultraderechista, era El Alcázar, de la asociación de excombatientes, en referencia a un símbolo de la Guerra Civil, el asedio del Alcázar de Toledo.

## ¡Arriba el campo!
¡Arriba el campo! es un grito propagandístico asociado al oficialismo falangista. El escritor Francisco Umbral cuenta que, cuando él niño, años cuarenta, el grito ¡Arriba el campo! aparecía en todas las cartas oficiales, entre admiraciones y escrito a imprenta, en una esquina del papel. El lema fue utilizado en varios carteles propagandísticos. El poeta Federico de Urrutia, en su libro de 1938 Poemas de la falange eterna, titula así uno de sus poemas, ¡Arriba el campo!:

¡Mujeres del desnudo brazo en alto!

Vosotras llevaréis a los hogares

la canción hecha pan de los molinos

que grita sin cesar: ¡Arriba el campo!

## Por el Imperio hacia Dios
Hacía referencia a los deseos imperialistas del primer franquismo tal como quedaron expresados en el libro Reivindicaciones de España (Madrid, 1941) de José María de Areilza y Fernando María Castiella. Según esta obra, España debía adquirir los territorios de Gibraltar, Marruecos, el Oranesado (región de Orán, Argelia), áreas de África Occidental y Ecuatorial más un corredor que los uniese, a imitación del antiguo Imperio Español. Estos territorios se obtendrían mediante acuerdos con una Alemania nazi que hubiese vencido en la Segunda Guerra Mundial, a costa de Francia y el Reino Unido. La Alemania de Hitler no manifestó el menor interés. Tras la derrota nazi y el subsiguiente aislamiento internacional de España, estas ideas desaparecieron rápidamente del discurso del Régimen; pero el lema pervivió con características alegóricas y vagamente irredentistas.
Es un lema que reunía la idea de Imperio y la de Dios conciliando el componente nacionalcatólico (que en España estaba omnipresente) con los rasgos expansionistas y militaristas del fascismo (que en otros casos europeos, sobre todo el alemán, incluían elementos paganizantes o no católicos). Su rotundidad le hace ser muy citado en los estudios sobre el franquismo. El lema aparece con una ligera variación en el himno falangista Montañas nevadas: «Voy por rutas imperiales/ Caminando hacia Dios» Gustavo Bueno encuentra una expresión similar en Calderón de la Barca «A Dios por razón de estado».

## Otros lemas de contenido religioso
La utilización de advocaciones religiosas como excusa para la propaganda política fue bastante abundante. En este caso se parafrasea una conocida jota antifrancesa del siglo XIX, que procede de los Sitios de Zaragoza (solo se cambian las palabras "francesa" y "aragonesa"):

Cantad a nuestra Reina, Madre y Capitana, esta estrofa que podemos añadir a las muchas que cantan en su jota los simpáticos aragoneses:
La Virgen del Pilar dice
Que no quiere ser marxista
Sino siempre Capitana
De la tropa falangista

### ¡Viva Cristo Rey!
«¡Viva Cristo Rey!», que ya había sido utilizado en un enfrentamiento armado en México (la Guerra Cristera, una sublevación contra el gobierno entre 1926 y 1929), fue empleado también por el bando rebelde durante la guerra civil española con un fin político, coincidente con el espíritu de Cruzada frente al anarcosindicalismo y al bolchevismo que eran doctrinas políticas ateas. Este lema (referido a la advocación Solemnidad de Cristo Rey, promulgada por Pío XI en 1925), ensalza a la figura religiosa de Cristo de forma funcional, identificándolo con la causa propia.
Se le suele citar como el último grito de los fusilados en la retaguardia republicana, habitualmente asociado con otros lemas patrióticos: «¡Viva Cristo Rey! ¡Viva España!».
Durante los últimos años del franquismo y la transición operó una organización terrorista de extrema derecha denominada Guerrilleros de Cristo Rey.

### ¡Detente bala! El Sagrado Corazón de Jesús está conmigo.

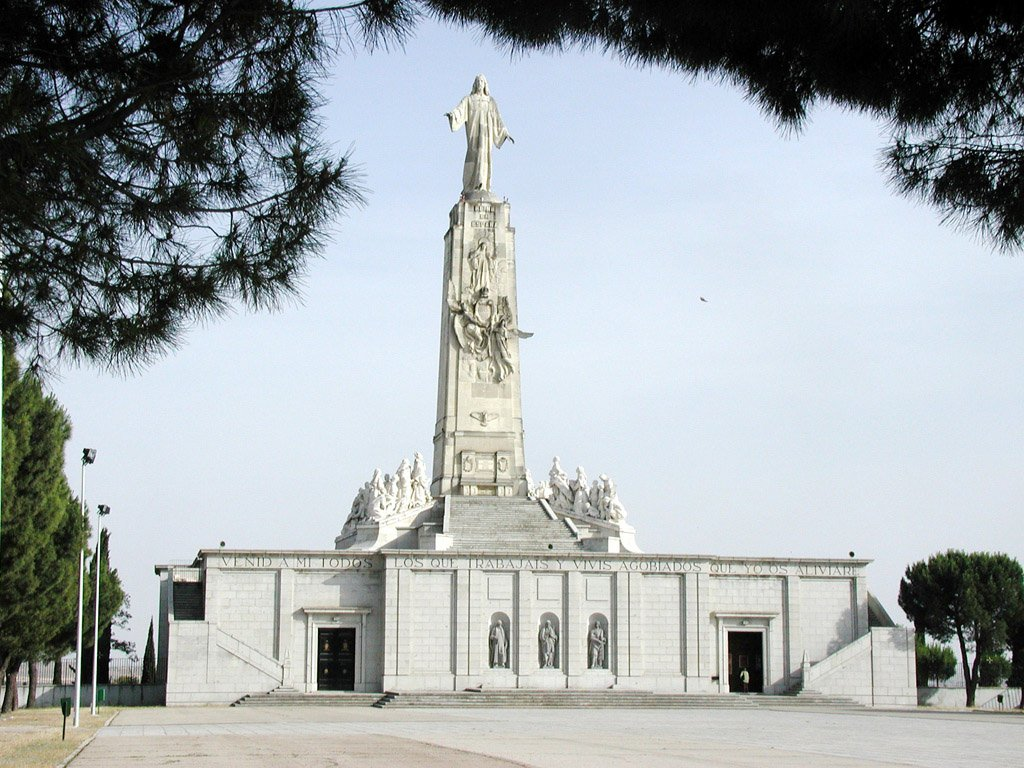
Monumento al Sagrado Corazón de Jesús en el Cerro de los Ángeles.

La devoción al Sagrado Corazón de Jesús también tuvo un rasgo marcadamente político, al que ayudó la parodia de fusilamiento que se realizó por un grupo de milicianos al Monumento al Sagrado Corazón de Jesús en el Cerro de los Ángeles (donde Alfonso XIII había consagrado a España a esta advocación), profanado y reducido a escombros el 7 de agosto de 1936, fue solemnemente reedificado tras la victoria de Franco. Durante la guerra fueron muy populares los escapularios llamados «Tente bala» (o «Detente bala») en los que, a veces sobre el fondo de la bandera rojigualda, se representaba un corazón coronado de espinas y el lema: «¡Tente bala, el Sagrado Corazón de Jesús está conmigo!», en la esperanza de que fueran útiles para detener o desviar milagrosamente las balas enemigas.
También fue muy utilizada (y lo sigue siendo en la actualidad) la imagen del Sagrado Corazón en una chapita metálica fijada a la puerta como símbolo de la condición católica de una casa. Suele acompañarse de algún lema, del tipo «El Sagrado Corazón de Jesús reina en esta casa».
Tal costumbre piadosa no tiene por qué tener significación política pero, en el contexto de la posguerra a nadie se le escapaba que era una clara y sencilla manera de demostrar la adhesión al régimen franquista, lo que explicaba en gran medida su gran difusión. La sociedad cerrada de la posguerra recurría a símbolos externos de esa índole, e incluso en la forma de comportarse (Carmen Martín Gaite «Usos amorosos de la posguerra en España») o de vestir, para mostrar el apartamiento de cualquier sospecha de izquierdismo: «Los rojos no llevaban sombrero», proclamaba el eslogan con que se anunció la sombrerería Brave (en la Gran Vía de Madrid, rebautizada como Avenida de José Antonio).

### Familia que reza unida, permanece unida
La costumbre de rezar en familia, particularmente el rosario, fue patrocinada insistentemente. El Padre Peyton, un sacerdote estadounidense-irlandés que lanzó una campaña mundial llamada Cruzada de Oración) se hizo famosísimo con este lema, que patrocinaba el Rosario en familia. Llegó a filmar una película en España (Los misterios del rosario, 1958).
La presión para obtener una moralidad católica integrista en todos los comportamientos públicos y privados era tan grande que llegaba incluso a ser requisito para entrar en el gobierno (era considerado para ello el estado civil del "ministrable" y la adecuación de este a las prácticas admitidas por la Iglesia, lo que se probaba con una familia numerosa). Algún ministro fue reprochado por no casarse o llevar una vida licenciosa.
La protección a la familia tradicional, de modelo patriarcal y con el mayor número de hijos posible, era una de las políticas más estimadas por el régimen franquista, en la que se incluían los «premios a la natalidad» y los denominados «puntos» (complemento salarial que dependía de las cargas familiares). Algunas películas reflejaron gráficamente esta concepción ideológica de la familia: Surcos (1951), una extraordinaria visión trágica de la pérdida de los valores de la familia rural en la emigración a la ciudad y La gran familia (1962), una comedia de evasión, agridulce y sensiblera, pero optimista.
Durante periodos en que la presión para mantener una devoción era mayor, como la Semana Santa o la presencia de alguna misión popular en una localidad, la presión moral se incrementaba aún más, llegándose a hacer propaganda sonora (con altavoces desplazados en coches) del acto o rito concreto al que había que acudir, acompañado de oraciones, frases devocionales o incluso consignas tan amenazantes como «Pecador, alerta, alerta, que la muerte está a la puerta».
La presión era especial con los adolescentes y jóvenes, con la obsesión con la virginidad y la pureza, propiciando los noviazgos prolongados y castos que terminaran en matrimonio. Las costumbres más inocentes eran vistas con preocupación. Se usaron carteles para desincentivar el «baile agarrao» («Jóvenes que vais bailando / al infierno vais llegando», o «Joven, diviértete... de otra manera»); mientras que se estimulaba la recuperación de los bailes tradicionales «sueltos», por los grupos de Coros y Danzas de España encuadrados dentro de la Sección Femenina de Falange, exhibidos anualmente en las «Demostraciones Sindicales de Agradecimiento al Caudillo» en el estadio Santiago Bernabéu o en otras ocasiones («Festival de Jotas de Zaragoza» celebrado anualmente el 12 de octubre, fiesta de la Virgen del Pilar, al tiempo que «Fiesta de la Hispanidad» o «Día de la Raza», por ser el aniversario del descubrimiento de América en 1492).

## Otros lemas de carácter político y social

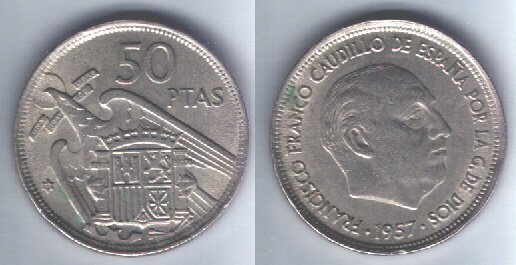
Reverso y anverso de una moneda de 50 pesetas de 1957.

Su número era abrumador. Su reiteración en todo tipo de ámbitos los convertía en frases tan reconocibles que su mera enunciación denotaba el rasgo político de lo que se quisiera decir; y facilitaba también la paráfrasis o la tergiversación de su sentido original, bien fuera para elevarlo a metafórico o bien para convertirlo en irónico. Algunos de ellos provenían de estrofas de himnos patrióticos (Prietas las filas), otros de fórmulas oficiales, como el que figuraba en la moneda («Francisco Franco, Caudillo de España por la Gracia de Dios»). Otros, provenientes de los discursos de Franco, se hacían más bien paródicos («pertinaz sequía», «contubernio judeomasónico»...).

### Si eres español, habla español
También se utilizaba «Habla la lengua del Imperio», como rezaba un cartel en el Patio de Letras de la Universidad de Barcelona, quizá inspirado en la frase de Antonio de Nebrija en la Gramática castellana de 1492: «Siempre la lengua fue compañera del imperio».
Su utilización fue sobre todo en Cataluña, para desincentivar el uso social de la lengua catalana tras su toma por el ejército de Franco en la última fase de la Guerra Civil (Barcelona el 26 de enero de 1939) y durante la posguerra.

### Rusia es culpable
Extraída de un discurso de Ramón Serrano Súñer del 23 de junio de 1941, el día siguiente a la noticia de que Alemania había invadido la Unión Soviética (Operación Barbarroja). En él se responsabilizaba a la Rusia comunista de Stalin de la tragedia de la guerra civil española, y animaba a apoyar a la Alemania nazi de Hitler en su lucha contra ella. La frase fue destacada por los periódicos y utilizada en la movilización antisoviética que reclutó la División Azul, formada por voluntarios, encuadrada en el ejército alemán. Se supone que esos voluntarios no comprometían la posición internacional de España, que era de neutralidad, aunque benevolente hacia las potencias del Eje. Finalmente la presión de las potencias occidentales sobre el gobierno de Franco produjeron su retirada.

¡Rusia es culpable! Culpable de nuestra guerra civil. Culpable de la muerte de José Antonio. El exterminio de Rusia es exigencia de la Historia y del porvenir de Europa...
Ramón Serrano Súñer

La atribución a Rusia de todo tipo de males se complementaba con la utilización de muchos tópicos con base real, como el «Oro de Moscú» (la salida de las reservas en oro y divisas del Banco de España, en poder del gobierno republicano durante la guerra, como pago por la ayuda militar soviética, cuya devolución exigió el gobierno de Franco) o los «Niños de Rusia» (que fueron evacuados de la zona republicana y que, a diferencia de los acogidos en Francia u otros países, no les fue permitido regresar).
Existe una película documental de Jaime Camino con el título Los niños de Rusia (2001).
La ocasión para la venganza simbólica de tantos agravios la dio el Campeonato Europeo de Fútbol de 1964, que incluyó un partido España-Unión Soviética, en el que un mítico gol de Marcelino dio la victoria a España. La utilización del fútbol como válvula de escape de las tensiones sociales, se llegó a reflejar con la expresión «Pan y fútbol».

### Gibraltar es español

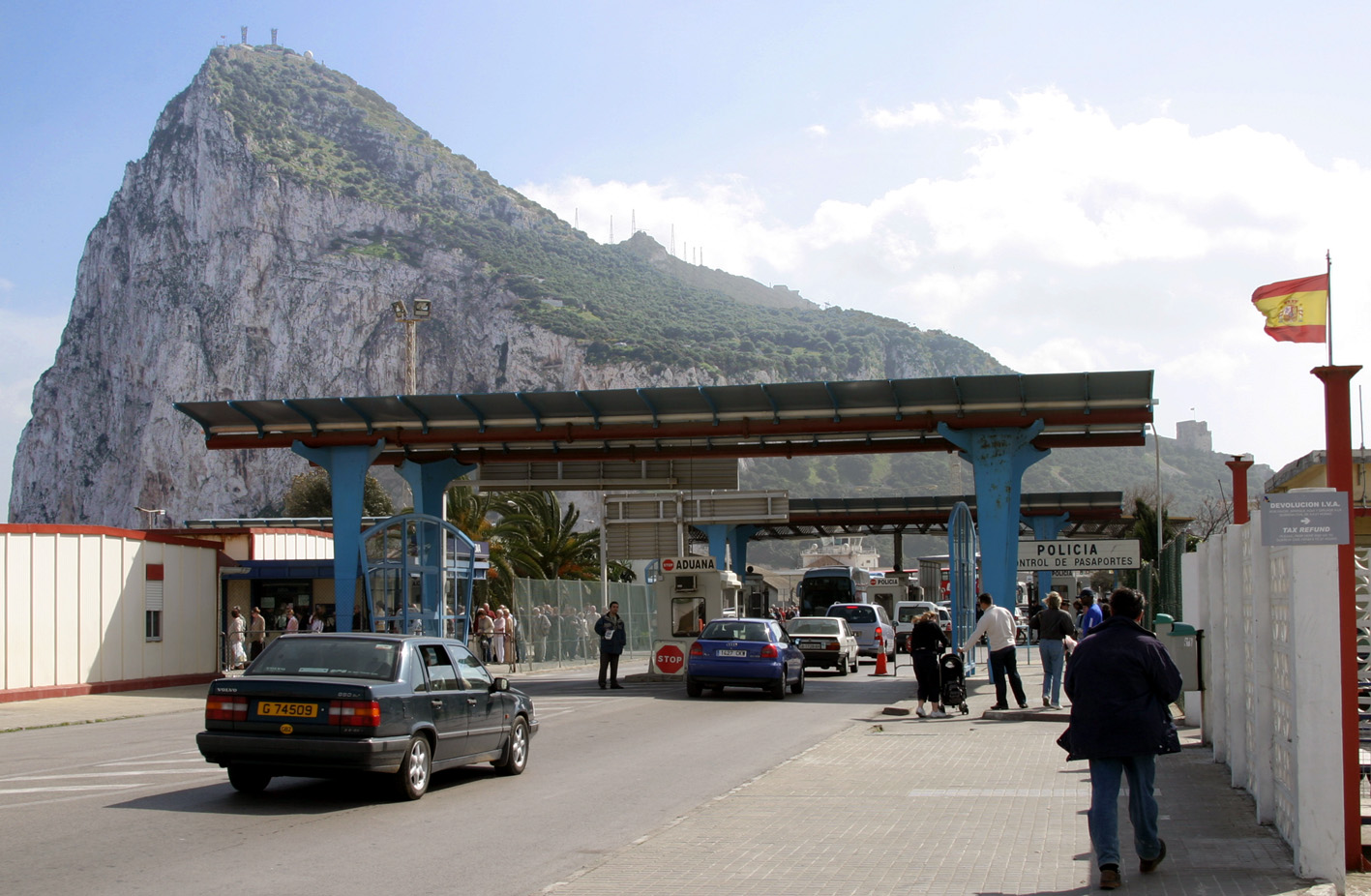
La llamada «verja de Gibraltar» fue cerrada por la parte española como mecanismo de presión para conseguir la apertura de negociaciones con Gran Bretaña, y no se volvió a abrir hasta los años 1980, con el gobierno de Felipe González.

La reivindicación de Gibraltar había sido constante desde el tratado de Utrecht de 1713 que lo cedió a Gran Bretaña, pero su intensidad había sido muy discontinua. De hecho, la Segunda Guerra Mundial había permitido a Franco aprovechar las posibilidades que estratégicamente le daba la existencia de la colonia inglesa, como hizo en sus negociaciones tanto con Hitler como con los aliados (Reino Unido y los Estados Unidos). Estos finalmente no tuvieron que afrontar ninguna presión militar por el lado español. Después de la derrota de Alemania, la presión internacional contra el régimen de Franco produjo un aislamiento que periódicamente era utilizado como confuso factor de movilización de la opinión pública interna.
Excitando la anglofobia popular y con el grito «¡Gibraltar español!» se produjeron manifestaciones más o menos  espontáneas,  destacando las de 1954 en protesta por la visita de Isabel II de Inglaterra al peñón.
Es célebre la anécdota de la conversación entre Ramón Serrano Suñer, ministro de Asuntos Exteriores, y el embajador del Reino Unido en Madrid, Sir Samuel Hoare, en la que, ante una de estas manifestaciones, cuando el ministro preguntó al embajador si deseaba que le envíase más policía para proteger la embajada, este le respondió: «No, mejor envíeme menos manifestantes».
En 1955 se celebró incluso una exposición oficial en la Biblioteca Nacional sobre el conflicto con ese emblemático título. Curiosamente, los habitantes de San Roque se opusieron vivamente a la salida del pueblo para ir a la exposición de una imagen del Nazareno, que iba a acompañar a otras imágenes (como la de la Virgen Santa María Coronada o La Madre de San Roque), originalmente veneradas en Gibraltar y que los gibraltareños sacaron de la ciudad al evacuarla en el siglo XVIII. Temían que no se la devolvieran, aunque finalmente sus recelos fueron vencidos y se llevó a la exposición.
La emulación patriótica hizo que se pusiera el nombre «Gibraltar español» a calles en muchas poblaciones (Almería, Alcázar de San Juan, Anchuras, Consuegra, Setenil de las Bodegas, Torredelcampo, Torrijos).
Tuvieron alguna difusión un himno patriótico sobre el tema e incluso una canción pop de José Luis y su guitarra.

### XXV Años de Paz

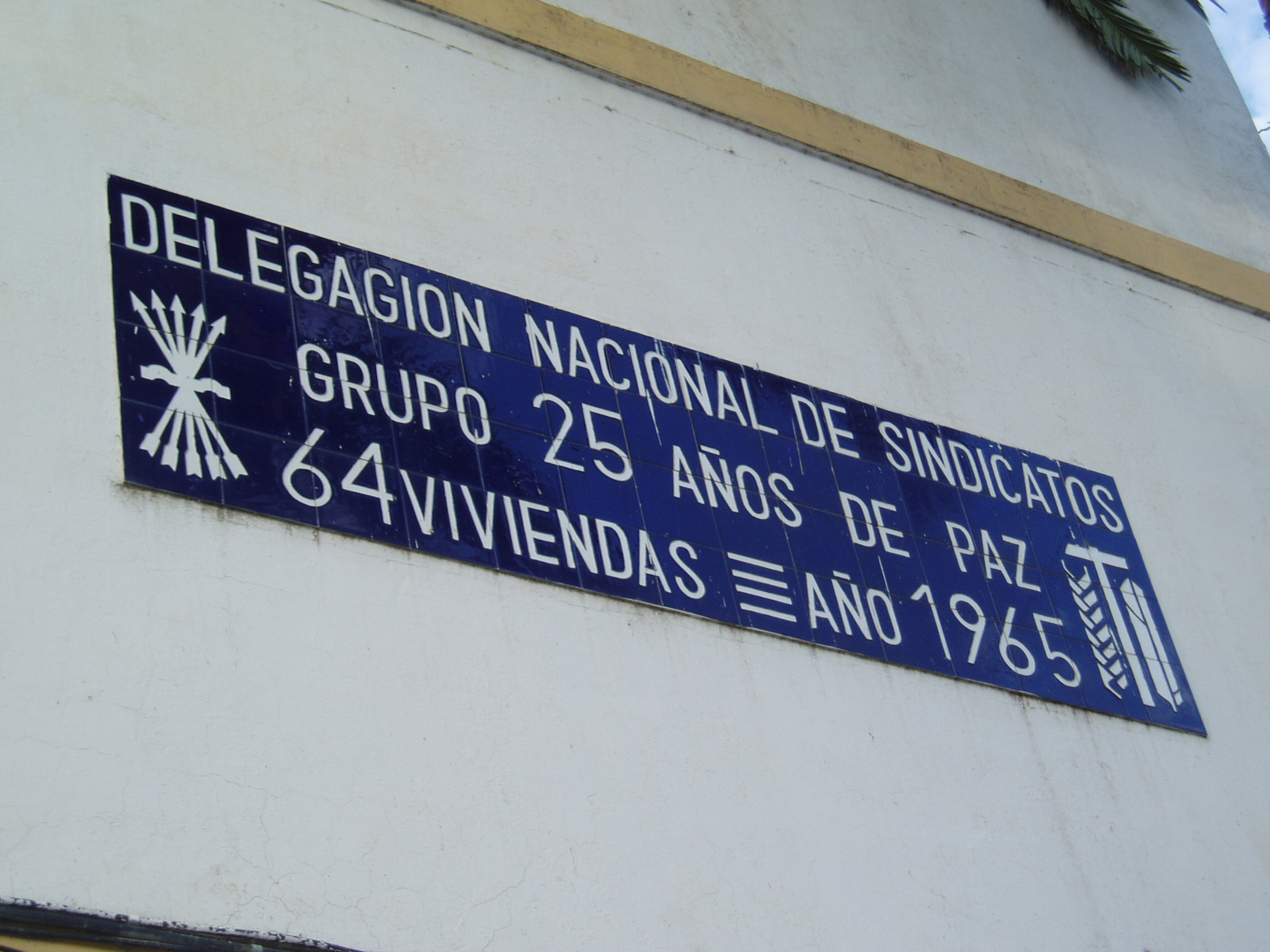
Placa en unas viviendas de 1965 en Málaga: los "25 años de Paz".

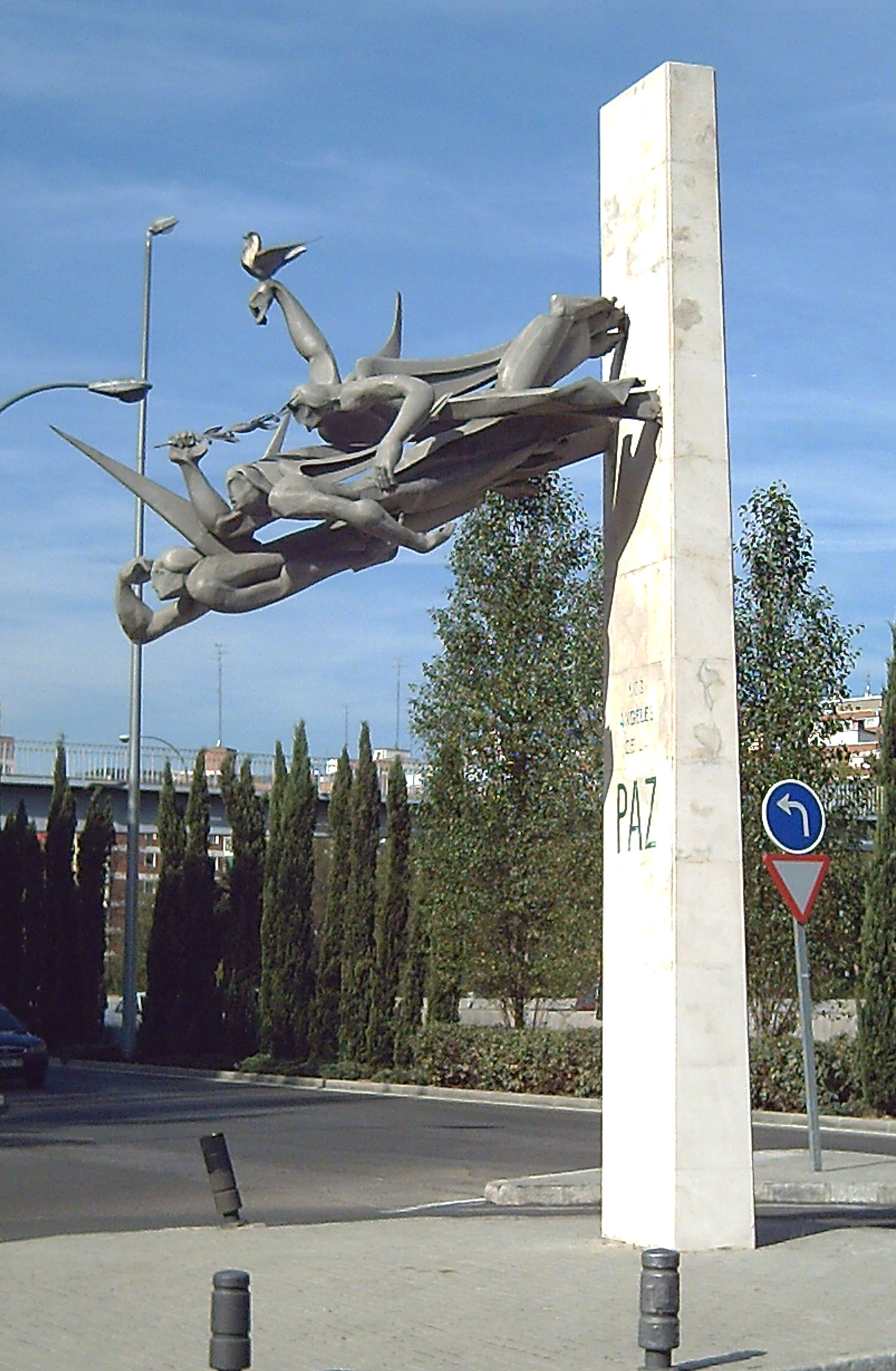
Los ángeles de la Paz, de José Espinós Alonso, Madrid, 1964.

En 1964 se conmemoró el vigésimo quinto aniversario del final de la Guerra Civil, lo que marcó una importante variación: con Manuel Fraga en el Ministerio de Información y Turismo, se buscó en el lema reconciliador de la Paz, en vez de insistir tanto como hasta entonces en la Victoria, expresión que recordaba la división y el enfrentamiento (como explicita Fernando Fernán Gómez en Las bicicletas son para el verano: No ha llegado la Paz, ha llegado la Victoria). Se construyeron con ese nombre hospitales (el de la Paz, en el norte de Madrid, aún en funcionamiento y con la misma denominación) y carreteras (la circunvalación de Madrid, denominada Avenida de la Paz, hoy M-30). También hubo una masiva emisión de sellos con ese lema y distintos motivos visuales, incluyendo uno con la imagen de Franco («XXV Años de Paz Española»).

### España es diferente
También muy citado en su versión inglesa: «Spain is different». El mismo Fraga promovió esta campaña, sobre todo destinada al turismo exterior, que promocionaba la diversidad de paisajes y el exotismo español.
El lema fue utilizado en el interior de forma paródica, incluso con tintes desencantados y fatalistas, como un indicador de la anormalidad y excepcionalidad de la situación política de España frente a las democracias de Europa occidental.

### Centinela de Occidente
Se utilizaba como epíteto heroico del propio Francisco Franco en un lema que le identifica con la mismísima España, en el extremo occidente de Europa y conservadora de los «valores eternos» de la Civilización Occidental, desafiados por el marxismo. La frase guardaba un paralelismo con la calificación de España como «martillo de herejes, luz de Trento, espada de Roma», de Marcelino Menéndez y Pelayo.
En este caso, se identificaba a la España de Franco como un firme bastión antisoviético, en el momento histórico de la guerra fría, en que la retórica oficial del franquismo abandonó los tonos más fascistas del falangismo, que incomodaban para el acercamiento a los Estados Unidos. Aunque España no se benefició del Plan Marshall ni ingresó en la OTAN (como sí lo había hecho Portugal), se inició una relación bilateral, que incluía la cesión de bases militares, con la superpotencia estadounidense, anteriormente calificada de infernal, atea o judeomasónica, en recuerdo de la Guerra hispano-estadounidense de 1898, que había producido el fin del imperio colonial español y consecuencias personales para la familia de Franco y la frustración de la proyectada carrera naval de este.
El lema sirvió de título a un libro biográfico sobre Franco de Luis de Galinsoga en el año 1956; y a un documental del año 2006.
Joan Manuel Serrat utiliza en su canción Cada loco con su tema la expresión: «Prefiero... el farero de Capdepera al vigía de Occidente».

### «Caudillo de España»

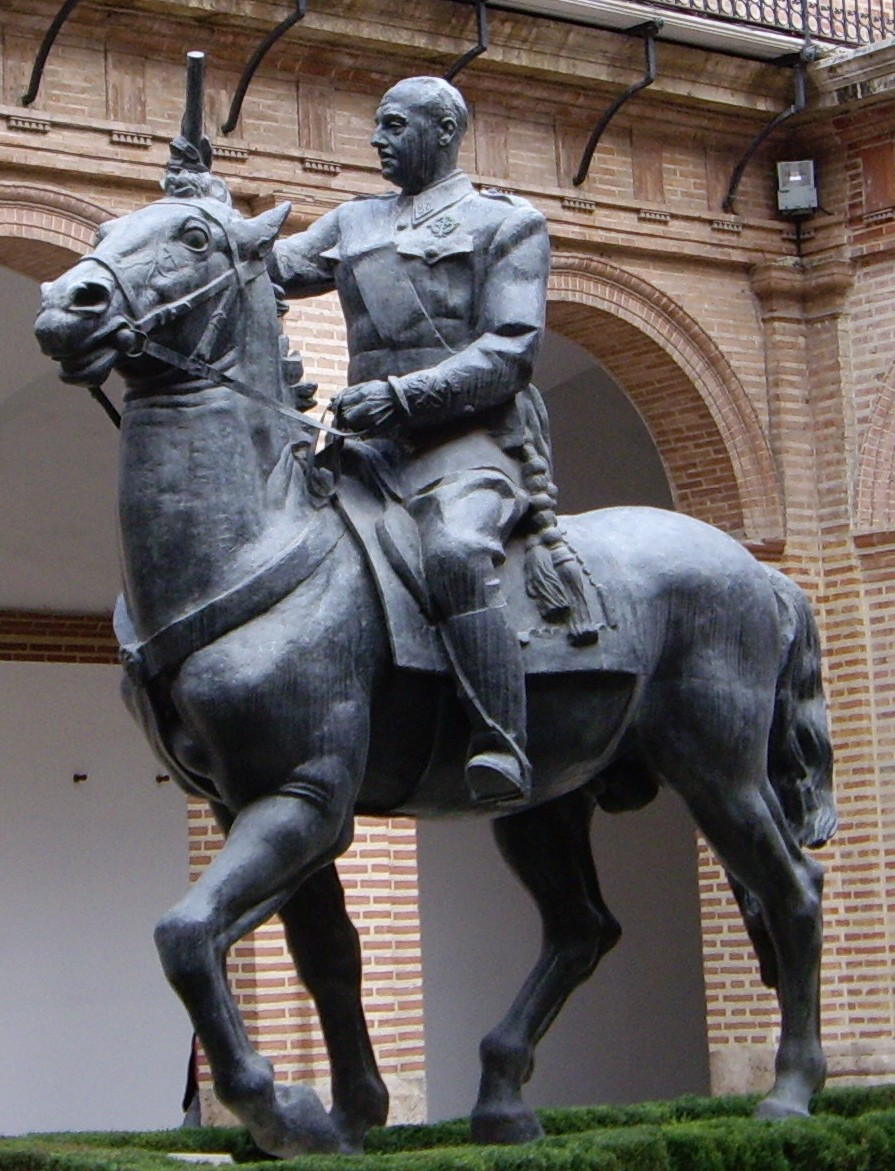
Estatua ecuestre del Generalísimo Franco, obra del escultor José Capuz, que se encontraba en la plaza del Caudillo (actual plaza del Ayuntamiento) de Valencia. Fue inaugurada en 1964 con motivo de la celebración de los «XXV Años de Paz».

La presentación estereotipada de Franco solía ser, en forma completa: «Su Excelencia el Jefe del Estado, Generalísimo Franco, Victorioso Caudillo de los Ejércitos de Tierra, Mar y Aire», aunque lo más habitual era abreviarla. También se solía denominar al Caudillo como «Caudillo de España» o «Caudillo de nuestra Gloriosa Cruzada de Liberación Nacional». La liturgia de la misa se cambió, tras la firma del Concordato de 1953, para introducir en la oración Et fórmulas la expresión «Ducem nostrum Franciscum» (‘nuestro caudillo Francisco’) junto a los ruegos por el Papa y por el obispo de la diócesis. Ese puesto estaba reservado desde hacía siglos a los nombres de los reyes.
La palabra «caudillo», con precedentes desde el siglo XIX en los caudillos hispanoamericanos que dieron origen a la expresión caudillismo, se eligió en los primeros años de la guerra civil, sin duda teniendo en cuenta que a Mussolini se le llamaba Duce y a Hitler Führer, en ambos casos traducibles como ‘guía’ o ‘conductor’, que también son el significado de «caudillo». También se tuvo que tener en cuenta que las Juventudes de la CEDA, encuadradas de forma casi paramilitar, saludaban a José María Gil-Robles durante la Segunda República como «Jefe». Curiosamente, los dirigentes comunistas eligieron epítetos similares: Mao «el Gran Timonel», Ceauşescu «Conducător», Kim Il-sung «Gran Líder» (su hijo, Kim Jong-il «Querido Líder»), en lo que se ha denominado culto a la personalidad, un componente que es idéntico en el fascismo.
Durante la guerra civil y la posguerra la propaganda franquista exaltó de forma continua la figura de Franco como caudillo providencial. Los diarios recibían consignas para insertar en sus páginas mensajes que legitimaban el poder carismático y omnímodo de Franco. Por ejemplo, el 11 de septiembre de 1942 todos los periódicos publicaron un artículo titulado El pueblo y su Caudillo que había sido redactado por el aparato de propaganda. En él se decía:

Un pueblo que comprenda a su conductor, y un caudillo que sepa interpretar a su pueblo, han de caminar forzosamente, en la ley de la armonía, dentro de las más expresiva fórmula de amor de que son capaces los movimientos sentimentales, colectivos, de una nación. Sabe muy bien España cuánto debe y cuánto puede esperar de su salvador, Generalísimo Franco, desde el día 17 de julio, que entrega el destino de todos en las manos seguras del militar integérrimo. Aquellas horas históricas hicieron depositario de todo el futuro español al Caudillo, en quien la voluntad unánime veía la mas pura síntesis de las virtudes raciales, capaz, por el esfuerzo de su genio, predestinado a rescatar la vida de la Patria de las rutas de perdición por donde caminaba. Desde entonces, existe una identificación absoluta entre el fervor popular y la figura y el nombre del Caudillo.

El 1 de abril de 1944, quinto aniversario de la victoria franquista en la guerra civil española, todos los diarios insertaron el siguiente artículo, también redactado por la propaganda del régimen:

CAUDILLO DE ESPAÑA. SUPREMO CAPITÁN DE LA RAZA.
En el día de la Victoria saludamos en la persona de Francisco Franco, la más alta expresión de las virtudes del Ejército. Y en el Ejército la más auténtica expresión de la Patria.
[...]
El Ejército, brazo armado de la Patria, idolatra al Caudillo que supo llevarlo a la Victoria. Un haz apretado de corazones forman los caballeros de España, vértice del cual es el Caudillo, Generalísimo de Tierra, Aire y Mar. Expresión de tan honda fidelidad y amor fue la entrega de un magnífico bastón de mando —mariscal de la Historia— que Generales, Jefes y Oficiales del glorioso Ejército dedicaron al adalid sin miedo y sin tacha, cruzado de Cristo y defensor de la Civilización de Occidente.

#### Otras expresiones para referirse a Franco
Otras expresiones laudatorias para Franco eran muy comunes: «hombre providencial», «salvador de España», «la espada más limpia de Europa» (frase atribuida al Mariscal Pétain), el «más joven general de Europa» (Alfonso XIII lo promovió al generalato por méritos contraídos en la guerra del Rif -1926-; tres años antes el mismo rey había sido su padrino de boda, momento en que el periódico conservador ABC empezó a llamarle «joven caudillo»), o el «único vencedor del marxismo en el campo de batalla», como recordó el general Augusto Pinochet, que asistió a su funeral en 1975 siendo gobernante de Chile entre 1973 y 1990.
Con una frase extraída de las declaraciones televisivas de su último presidente del Gobierno, Carlos Arias Navarro, también se le denominaba «La lucecita de El Pardo», puesto que este había sugerido a quienes dudaran de su capacidad física de seguir gobernando que fueran a su residencia oficial (el Palacio de El Pardo a las afueras de Madrid) y vieran cómo hasta altas horas de la madrugada había una lucecita en la ventana de su despacho desde el que velaba por el bien de España. Apelativos más coloridos llegó a recibir, como el debido a Joaquín Arrarás: «Timonel de la dulce sonrisa».

## Fechas simbólicas

### 18 de julio

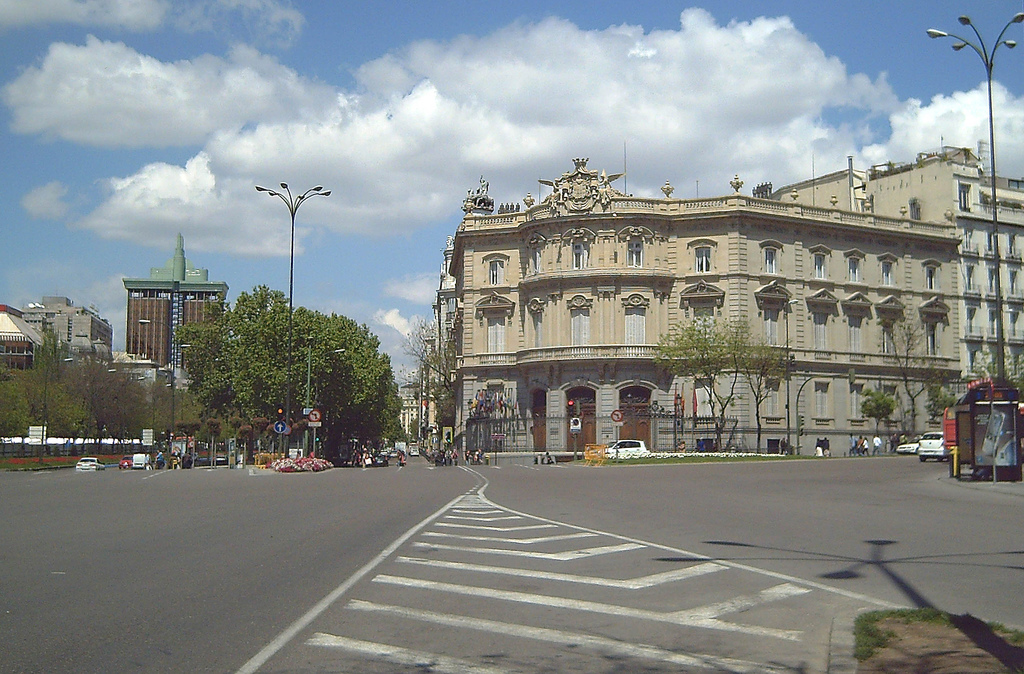
Vista actual del Paseo de Recoletos desde la Plaza de Cibeles (Madrid), escenario de los «Desfiles de la Victoria» cada 18 de julio, día de la Fiesta Nacional durante el franquismo. El lugar era marcadamente representativo por acoger las sedes de instituciones oficiales (Ministerio del Ejército -hoy Cuartel General del Ejército-, Ministerio de Marina -hoy Cuartel General de la Armada-, Banco de España, Palacio de Comunicaciones) y de los bancos más importantes.

Las referencias a la fecha de la sublevación militar que dio origen a la guerra civil (18 de julio de 1936) eran constantes, y se designaba al propio sistema político con el nombre de «régimen del 18 de julio». Se hablaba de los «hombres del 18 de julio» para designar a los que habían intervenido en el llamado «Alzamiento Nacional» y distinguirlos de los militares o políticos de las siguientes generaciones; o del «espíritu del 18 de julio» para referirse a su ideología, plasmada en los «Principios Fundamentales del Movimiento Nacional», parte inamovible de las Leyes Fundamentales, cuya jura era obligatoria para ejercer cualquier función pública, desde las subalternas hasta los más altos cargos.
La fecha elegida como fiesta nacional oficial fue el 18 de julio, en que se celebraban las recepciones en las embajadas españolas en el extranjero. Como acto principal, en un trazado fijado en el Paseo de Recoletos y Paseo de la Castellana de Madrid (el tramo final se había rebautizado como Avenida del Generalísimo), tenía lugar el Desfile de la Victoria, conmemorativo del primero, en 1939, a los pocos meses de terminar la guerra. Desde 1976, ya con la monarquía de Juan Carlos I, se cambió la fecha al 12 de octubre, Día de la Hispanidad, y la denominación pasó a ser Día de las Fuerzas Armadas y Desfile de las Fuerzas Armadas.
Para propiciar la adhesión o al menos la satisfacción popular se estableció una «paga extraordinaria del 18 de julio» como gratificación obligatoria a añadir a todos los salarios. Durante la Transición se mantuvo, pero desplazada al mes de junio, con la excusa de conmemorar la onomástica del rey (San Juan).

### 20 de noviembre, Plaza de Oriente

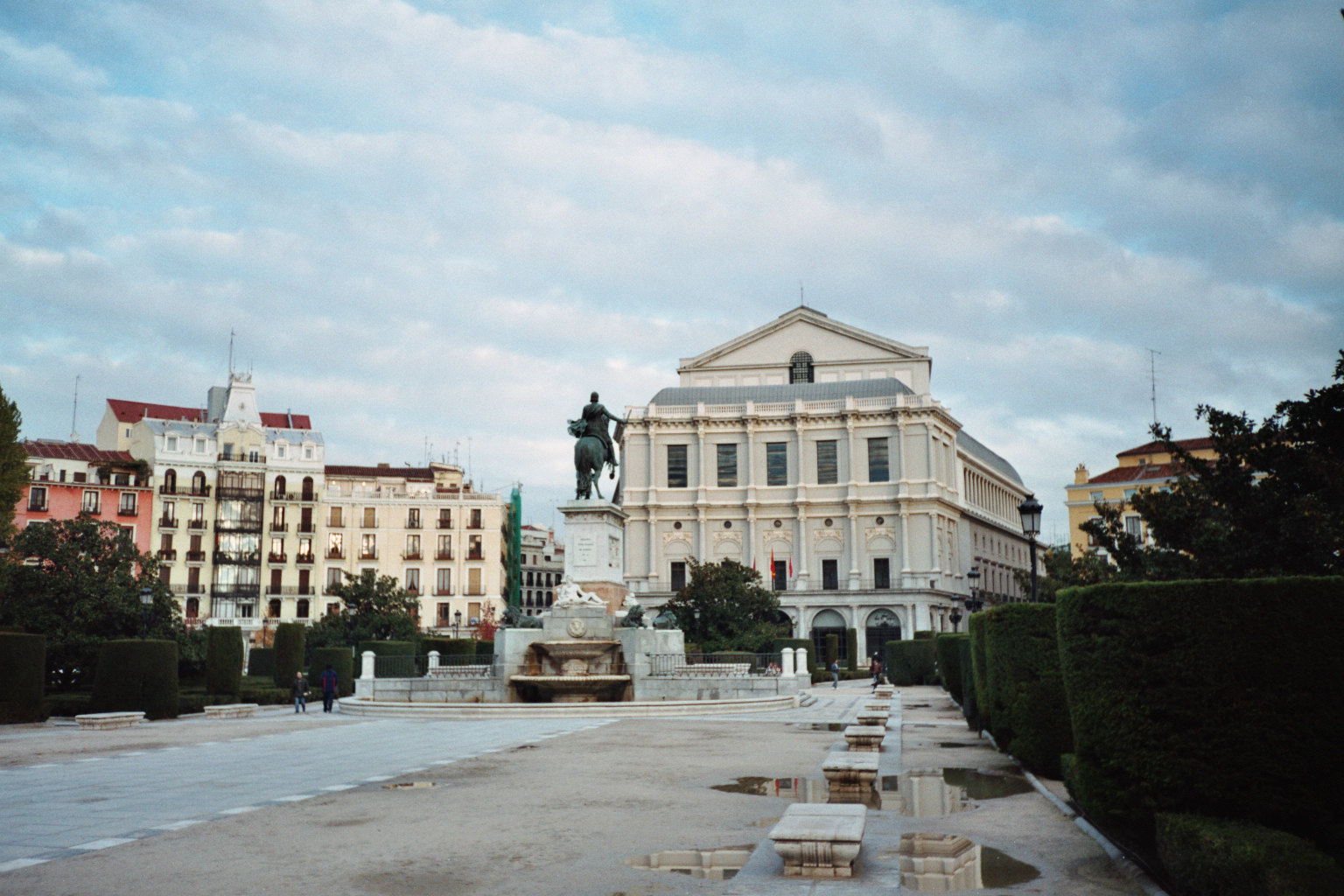
Vista de la Plaza de Oriente de Madrid con el Teatro Real al fondo, lugar de manifestaciones de vindicación del régimen franquista.

El simbolismo de la fecha comenzó con el fusilamiento de José Antonio (20 de noviembre de 1936), que pasó a llamarse «Día del dolor». Para el otro bando en la guerra había sido también el día de la muerte del dirigente anarquista Buenaventura Durruti. Curiosamente (aunque se especula con la posibilidad de que los médicos prolongaran artificialmente su vida con ese propósito) coincidió con la fecha de la muerte de Franco (20 de noviembre de 1975) y a partir de entonces con las convocatorias anuales de manifestaciones de los grupos ultraderechistas (Fuerza Nueva, Hermandad Nacional de Excombatientes) que reivindican la herencia del franquismo, bajo ese lema. La elección para ello de la Plaza de Oriente de Madrid se hizo para marcar la continuidad con el espacio privilegiado que había acogido manifestaciones multitudinarias en vida de Franco, siendo famosa la que se convocó para recibir a Evita Perón (1947) o las que pretendían demostrar la adhesión popular al Caudillo con motivo de los principales episodios de aislamiento internacional, la última, tras los fusilamientos del 27 de septiembre de 1975, el 1 de octubre del mismo año.
En años posteriores, se eligió esta fecha para realizar atentados mortales contra Santiago Brouard (1984) y posteriormente contra Josu Muguruza (1989), destacados miembros de Herri Batasuna, la vertiente política del grupo terrorista ETA. En el primer caso fue obra del GAL, en el segundo caso no se pudo demostrar dicha conexión. Desde entonces se han venido atribuyendo, y utilizando en el debate político y mediático, a terrorismo de Estado, a elementos de alguna manera conectados con el Ministerio de Interior (en aquel momento con gobiernos del PSOE) o a grupos o elementos de extrema derecha.

### 1 de octubre
El primero de octubre de 1975 coincidió con el 39 aniversario de la proclamación de Franco como jefe de Estado por los militares sublevados en 1936 (la expresión literal era «exaltación a la Jefatura del Estado»).
El mismo día de la manifestación un grupo terrorista de extrema izquierda cometió su primer atentado mortal, tras lo que se bautizó como GRAPO (Grupos de Resistencia Antifascista Primero de Octubre) en referencia a ese día.

## Lemas posteriores a la muerte de Franco
Con posterioridad a la muerte de Franco, sus simpatizantes han producido varios lemas, principalmente «Con Franco vivíamos mejor» y «Esto con Franco no pasaba».